# Länsväg 373
Länsväg 373 går i stort sett rakt öst-västligt mellan Piteå och Arvidsjaur, via Bergsviken, Roknäs, Långträsk, Siksjön och Abborrträsk. Från Abborrträsk till Arvidsjaur är riksväg 95 värdväg. Väg 373 är 120 kilometer lång.

## Sträckning
Vägen är en mestadels en i grunden linjestakad tvåfältig landsväg, 6-8 m bred. Efter avfarten från E4 vid trafikplats Bergsviken följer vägen tätt den södra stranden av Svensbyfjärden. Vägen går mellan vattnet och bebyggelsen i Bergsviken, Piteåbygdens vintersportcentrum Vallsberget, med skidstadion och slalombacke ligger sedan på vänster hand. Vid passagen mellan Svensbyn och Roknäs lämnar vägen havet och följer Rokån västerut.
Efter Roknäs lämnas odlingslandskapet och de djupa skogarna tar vid. Vägsträckningen är glest befolkad, och den enda lite större orten är stationssamhället Långträsk som växt upp där vägen korsar stambanan genom övre Norrland. Militärvägen korsas vid Siksjön och med gemensam passage över Byskeälven. Sista biten till Abborrträsk går vägen över stora myrpartier där det bryts torv i stor skala.

## Historik
Sträckningen Piteå–Gråträsk–Avaviken–Arjeplog–Silbojokk/Adolfström användes för malmtransporterna till och från Nasafjälls silververk under båda dess brytningsepoker, då främst som vinterväg (över frusen mark). Dagens länsväg marknadsförs ibland som Silvervägen, med syftning på de historiska malmtransporterna från Nasafjäll till Piteå.
Detta är den äldsta vägsträckningen för en riktig sommarväg från kusten till lappmarkssocknarna Arvidsjaur och Arjeplog. 
År 1951 skyltades vägen länshuvudväg 373, och vid omskyltningen 1962 behöll den sitt nummer och blev länsväg 373.
Trafikverket planerar bygga om vägen Svensbyn-Vitsand (6 km) till 2+1-väg med mitträcke, byggstart 2021. Sträckan E4-Vitsand (4 km) byggdes om så 2016.

## Trafikplatser och korsningar
|  | Nr | Namn                   | Skyltning                 |
|  | -- | ---------------------- | ------------------------- |
|  |    | Abborrträsk            | 95 Arvidsjaur, Skellefteå |
|  |    | Trafikplats Bergsviken | E4 Sundsvall, Haparanda   |